# Ust´-Omczug
Ust´-Omczug – osiedle typu miejskiego w Rosji, w obwodzie magadańskim, ośrodek administracyjny rejonu tieńkińskiego. W 2010 roku liczyło 3914 mieszkańców.

## Geografia i klimat
Ust´-Omczug leży w południowo-zachodniej części Gór Kołymskich, około 190 km na północ od Magadanu, w dolinie rzeki Omczug u jej ujścia do Detrinu, prawego dopływu Kołymy.
Klimat wilgotny kontynentalny (typ Dfb). Średnia temperatura lipca: 10,7 °C, stycznia: -27.7 °C. Roczna suma opadów: 375 mm, największe opady występują w lipcu i sierpniu (pow. 60 mm).

## Historia

### Początki istnienia, lata wojenne
W 1938 r. pięcioosobowa ekspedycja geologiczna pod kierownictwem Dmitrija Iwanowicza Spiwaka odkryła w dolinie rzeki Omczug pokłady złota zdatne do przemysłowej eksploatacji. W listopadzie 1939 roku, na podstawie zarządzenia z 11 września tego roku o organizacji Tieńkińskiego Zarządu Przemysłu Górniczego w ramach Dalstroju, w dziewiczej tajdze u zbiegu rzek Omczug i Detrin rozpoczęto budowę osady o roboczej nazwie 184 kilometr, w której miała się mieścić siedziba Zarządu. Postawiono najpierw budynek administracji, potem stołówkę, sklep, dwa domy na ulicy Komsomolskiej, łaźnię. Budowa ciągnęła się powoli. W styczniu 1940 r. na obecnej ulicy Gorniackiej nie było żadnego domu mieszkalnego, tylko przecinka do nieukończonego budynku Zarządu. W maju 1941 r. ukończono budynek administracji, stołówkę, sklep, łaźnię, pocztę, ambulatorium i ponad dziesięć domów mieszkalnych. Budowa prowadzona była siłami więźniów z podobozu «Komiendantskij» mieszczącego się na drugim brzegu Omczuga w miejscu obecnej ulicy Zariecznej.
W 1941 r. przebazowano do Ust´-Omczuga z osady Igandża Tieńkiński Zarząd Zwiadu Geologicznego. Zarządzenie w sprawie przebazowania nakazywało przydzielić dodatkowo 400 robotników i zorganizować w Zarządzie podobóz w ramach Tieńłagu, w wyniku czego powstał w miasteczku kolejny podobóz, noszący numer 15.
W 1942 r. rozpoczęto budowę Centralnych Warsztatów Mechaniczno-Remontowych, z oddziałami: mechaniczno-remontowym, elektryczno-remontowym, odlewniczym i kuźnią. W oddziale odlewniczym uruchomiono żeliwiak i piec do odlewu brązu. Zakłady w pełni uruchomiono w 1943. Remontowano w nich m.in. koparki parowe, samochody ZiS-21, transformatory, silniki elektryczne; produkowano wagoniki kopalniane i inne urządzenia górnicze. Równocześnie zbudowano siłownię energetyczną wyposażoną w cztery agregaty.
W 1941 roku wybudowano pierwszą szkołę z internatem na 4-5 oddziałów. Górnicze miasteczko szybko się rozwijało. Już w 1945 roku został wybudowany przestronny, jasny, dwupiętrowy budynek dziesięciolatki. W początku lat 50. zaczęło brakować miejsc, wówczas wybudowano w centrum osady jeszcze jeden drewniany, dwupiętrowy budynek szkolny, w którym mieszkały i uczyły się dzieci z klas 1.–4. (w późniejszych latach w tym budynku mieścił się TZPG, potem szkoła zawodowa; budynek zburzono pod koniec lat 90.)
W sierpniu 1942 otwarto szpital na 20 łóżek, a w 1944 – pierwszą aptekę.

### Lata powojenne
W 1950 r. wybudowano dwupiętrowe centrum handlowe «Raduga», a dwa lata później dobudowano sklep spożywczy «Eriki».
2 grudnia 1953 r. Ust´-Omczug został ustanowiony ośrodkiem administracyjnym nowo wyznaczonego rejonu tieńkińskiego, a 22 grudnia otrzymał status osiedla robotniczego. W 1954 r. konstytuuje się Gminna Rada Narodowa.
W latach 50. w miasteczku powstaje wiele ubogich domków prywatnych, zbudowanych samodzielnie z wszelkich dostępnych materiałów, wyrastających przede wszystkim na prawym brzegu rzeczki Poganki, w rejonie dzisiejszych ulic Zielonej, Magadańskiej i Wostocznej. Mieszkali tam byli więźniowie (którzy po karze łagru odbywali jeszcze karę zesłania, czy w inny sposób byli represjonowani, lub też nie mieli środków i możliwości, aby wyjechać), ochrona oraz pracownicy najemni, w tym specjaliści i kierownicy.
W miejscu dawnych ogrodów powstaje stadion sportowy i strzelnica klubu «Metalurg». W 1955 lub 1956 otwarto szkołę sportową.

### Likwidacja Dalstroju i przemiany lat sześdzięsiątych
29 czerwca 1956 r. został zlikwidowany obóz Tieńłag, wraz z nim znikły z Omczuga zony. Na ich miejscu powstała osada Zariecznyj, w 1979 włączona do miasteczka jako ulica Zariecznaja.
Lata 1957–1964 przyniosły znaczne zmiany w związku z likwidacją Dalstroju, reorganizacją administracji i ogólnymi zmianami politycznymi w Związku Radzieckim. Jednak większość przedsiębiorstw przetrwała pod nowymi nazwami i zarządami. W przededniu święta 1 maja 1959 r. na placu przed klubem uroczyście odsłonięto pomnik Lenina – na tym samym postumencie, na którym przed kilku laty ustawiono posąg Stalina.

### Burzliwy rozwój w latach 1960–1989
W 1960 otwarto w Ust´-Omczugu filę bazy samochodowej nr 1. w Pałatce ze 102 ciężarówkami. W 1960 i następnie 1963 w wyniku połączenia kilku mniejszych oddziałów powstało Centralne Gospodarstwo Przemysłu Leśnego. W początkach 1961 roku kopalnia «Kurczatowskij» została przebazowana do Zariecznego. W 1962 zaczęła działać szkoła zawodowa przemysłu górniczego kształcąca operatorów buldożerów, wiertniczych, strzałowych, kierowców. W 1960 otwarto lokalne lotnisko.
W początkach lat 60. budowane są zupełnie nowe domy mieszkalne. To już nie baraki z wygodami na dziedzińcu, a przede wszystkim drewniane dwupiętrowe budynki, co prawda, z częściowym węzłem sanitarnym w każdym mieszkaniu – zimną wodą, osobną toaletą i kuchnią. W latach 1964–66 oddano do użytku około 20 domów. Otwarto przedszkole, restaurację (1960), nową szkołę na 964 miejsca (1964). W 1967, roku jubileuszu 50-lecia władzy radzieckiej, w miasteczku pojawiły się: nowy budynek klubu na ulicy Zariecznej, kino «Rossija», dom mieszkalny z supersamem «Rasswiet», pierwsza w rejonie automatyczna centrala telefoniczna, rozpoczęto budowę czteropiętrowego domu z restauracją «Centralną» na parterze, budowany jest przekaźnik telewizyjny.
W 1968 r. zbudowano fermę drobiu, przeniesiono do Omczuga administrację sowchozu «Tieńkińskij». W 1969 zaczęto budować nowe osiedle trzy- cztero- i pięciopiętrowych bloków mieszkalnych z wielkiej płyty na prawym brzegu Omczuga, wytyczono tam nowe ulice Mira i Pobiedy nazwane tak na cześć zbliżającej się 30. rocznicy zwycięstwa w II wojnie światowej. W latach 70. powstał nowy budynek szkolnego internatu, nowy Pałac Sportu i stadion przy parku, nowy oddział szpitala i przychodnia. W 1976 powstało nowe przedsiębiorstwo – kamieniołom. Zbudowano centralną ciepłownię, nową łaźnię i pralnię. Na miejscu starego stadionu wyrosły budynki administracji: Teńkińskiego Kombinatu Górniczego (dawniej Zarządu Przemysłu Górniczego), dwóch osobnych oddziałów Ekspedycji Geologicznej: Tieńkińskiej (powstałej z przekształcenia dawnego Tieńkińskiego Zarządu Zwiadu Geologicznego) i nowo powstałej Detrińskiej, komitetu rejonowego KPZR i Komsomołu i innych. W latach 80. powstały nowa szkoła z internatem i trzy przedszkola na nadrzecznym osiedlu, bank, sklepy. Liczba mieszkańców rosła osiągając w 1989 roku największą wartość: 11,3 tys. osób.

### Lata po rozpadzie ZSRR
Po rozpadzie ZSRR w 1991 r. miasteczko podupadło. W początkach dekady dokończono jeszcze niektóre trwające budowy: przebudowano łaźnię, oddano budynek domu kultury i kilka domów mieszkalnych; ostatni blok powstał w 1993 przy ulicy Gorniackiej 49a. Jeden z niedokończonych bloków rozebrano i przeniesiono do osady kopalni «Szkolnyj»; budowa kolejnego oddziału szpitala pozostała nieukończona. W latach 90. znikły Kombinat Górniczy, kopalnia «Kurczatowskij», obie Ekspedycje Geologiczne, gospodarstwo leśne i sowchoz, zakłady remontowe, baza samochodowa oraz inne przedsiębiorstwa i instytucje. Przemiany polityczne spowodowały zamknięcie jednych instytucji i urzędów a powstanie innych, pojawił się urząd pracy, urząd skarbowy. W budynku dawnej Ekspedycji Geologicznej umieszczono komisariat milicji, w przychodni dziecięcej – zarząd wojskowy, w bibliotece – giełdę pracy, w dawnej siedzibie komitetu KPZR – sąd. Borykano się z problemami ekonomicznymi, brakiem ciepłej wody i centralnego ogrzewania, nieregularnością usług pocztowych. Pierwsza dekada XXI wieku nie odznaczyła się dobrymi zmianami. Nieremontowane domy mieszkalne niszczały, drewniane budynki popadły w ruinę. Liczba mieszkańców spadła do ok. 4600 w 2004 roku.

### Współczesność
Dopiero druga dekada XXI wieku przyniosła odmianę. Na głównych ulicach zainstalowano nowe oświetlenie, wyremontowano dachy wielu domów mieszkalnych i budynków użyteczności publicznej, fasady pomalowano w jaskrawe kolory, postawiono ławki, place zabaw. Otwarto hotel «Zołotaja Tieńka». Na terenie szkoły ogólnokształcącej zbudowano kilka boisk ze sztuczną nawierzchnią: do piłki nożnej (niepełnowymiarowe), koszykówki i siatkówki; przy szkole sportowej – dwa lodowiska do hokeja, strefę do gry w siatkówkę i koszykówkę, skatepark. Odnowiono budynek domu kultury, w którym urządzono muzeum krajoznawcze, plac przed budynkiem wybrukowano i ustawiono fontannę. Szpital rejonowy wyposażono w nowy sprzęt, zbudowano nowy budynek pogotowia ratunkowego.
W 2013 r. miasto nawiedziła powódź, która dotknęła także inne rejony obwodu magadańskiego. Woda przerwała tamę, droga prowadząca do Magadanu w kilku miejscach została rozmyta, uszkodzony most; nastąpiła przerwa w dostawie energii elektrycznej. Urząd Ministerstwa Sytuacji Nadzwyczajnych w Magadanie zorganizował dostawę żywności, wody i butli z gazem przy użyciu śmigłowca Mi-8.
30 października 2018 r., w Dzień Pamięci Ofiar Represji Politycznych odsłonięto pomnik «Więźniom kołymskich łagrów czasów Dalstroju» autorstwa kowala Olega Zakutnego.
W 2018 roku wybudowano wiszącą kładkę dla pieszych nad rzeką Omczug łączącą nadrzeczne osiedle z dawną osadą Zariecznyj, znacznie skracającą drogę pomiędzy dwoma częściami miasteczka.

## Transport
Przez Ust´-Omczug przebiega droga 44N-4, zwana trasą tieńkińską, prowadząca z Pałatki przez Omczak i Kułu do Traktu Kołymskiego w pobliżu osady Bolszewik. Odległość do Magadanu ok. 260 km. Dwa razy w tygodniu kursuje autobus nr 519 w relacji Magadan – Matrosowo (nr 520 w relacji powrotnej).